# Toine van Mierlo
Anthonius Wilhelmus Matthias Theodore van Mierlo detto Toine (Soerendonk, 24 agosto 1957) è un ex calciatore olandese, di ruolo ala sinistra.

## Carriera

### Club
Van Mierlo ha iniziato a giocare in patria tra le file del PSV Eindhoven, dove rimane per due anni, prima di passare al Willem II. Nel 1981 si trasferisce in Inghilterra al Birmingham City, ma a gennaio del 1983 torna al Willem II.
Va quindi in Belgio al RWD Molenbeek, e, dopo continui trasferimenti a MVV, K.A.A. Gent, KRC Harelbeke e VVV-Venlo, torna al Willem II dove chiude la carriera nel 1991.

### Nazionale
Van Mierlo ha giocato in totale tre partite con la Nazionale olandese, tutte nel 1980; l'esordio è avvenuto il 10 settembre 1980 a Dublino contro l'Irlanda, mentre le altre due partite sono state giocate contro Germania Ovest e Uruguay.

## Statistiche

### Cronologia presenze e reti in Nazionale
| Cronologia completa delle presenze e delle reti in nazionale ― Paesi Bassi | Cronologia completa delle presenze e delle reti in nazionale ― Paesi Bassi | Cronologia completa delle presenze e delle reti in nazionale ― Paesi Bassi | Cronologia completa delle presenze e delle reti in nazionale ― Paesi Bassi | Cronologia completa delle presenze e delle reti in nazionale ― Paesi Bassi | Cronologia completa delle presenze e delle reti in nazionale ― Paesi Bassi | Cronologia completa delle presenze e delle reti in nazionale ― Paesi Bassi | Cronologia completa delle presenze e delle reti in nazionale ― Paesi Bassi |
| Data                                                                       | Città                                                                      | In casa                                                                    | Risultato                                                                  | Ospiti                                                                     | Competizione                                                               | Reti                                                                       | Note                                                                       |
| -------------------------------------------------------------------------- | -------------------------------------------------------------------------- | -------------------------------------------------------------------------- | -------------------------------------------------------------------------- | -------------------------------------------------------------------------- | -------------------------------------------------------------------------- | -------------------------------------------------------------------------- | -------------------------------------------------------------------------- |
| 10-9-1980                                                                  | Dublino                                                                    | Irlanda                                                                    | 2 – 1                                                                      | Paesi Bassi                                                                | Qual. Mondiali 1982                                                        | -                                                                          |                                                                            |
| 11-10-1980                                                                 | Eindhoven                                                                  | Paesi Bassi                                                                | 1 – 1                                                                      | Germania Ovest                                                             | Amichevole                                                                 | -                                                                          |                                                                            |
| 30-12-1980                                                                 | Montevideo                                                                 | Uruguay                                                                    | 2 – 0                                                                      | Paesi Bassi                                                                | Mundialito                                                                 | -                                                                          | 30’                                                                        |
| Totale                                                                     |                                                                            | Presenze                                                                   | 3                                                                          |                                                                            | Reti                                                                       | 0                                                                          |                                                                            |

## Palmarès

### Competizioni nazionali
- Campionato olandese: 1

PSV Eindhoven: 1977-1978

### Competizioni internazionali
- Coppa UEFA: 1

PSV Eindhoven: 1977-1978